# Войтех Хадащок
Войтех Хадащок (чеськ. Vojtěch Hadaščok, нар. 8 січня 1992, Опава) — чеський футболіст, що грав на позиції нападника.

## Клубна кар'єра
Вихованець клубу «Опава» з однойменного рідного міста. 1 лютого 2011 року він перейшов у «Слован» (Ліберець). Він зіграв свій перший матч у чемпіонаті за «Слован» 27 лютого 2011 року, коли замінив Боржека Дочкала на 56-й хвилині в матчі проти «Яблонця». У сезоні 2011/12 він провів за «Слован» 17 матчів Гамбрінус-Ліги (переважно виходячи на заміну) і забив чотири голи.
Основним гравцем клубу не був, тому з 2013 по 2016 рік багато часу грав на правах оренди у складі команд «Градець-Кралове», «Вікторія» (Жижков), «Пршибрам» і «Граффін» (Влашим).
2017 року повернувся до клубу «Граффін», який змінив назву на [[Сельє і Белло (футбольний клуб)|«Сельє і Белло»]]. Цього разу провів у складі команди два сезони. Більшість часу, проведеного у складі команди, був основним гравцем атакувальної ланки команди і одним з головних бомбардирів команди, маючи середню результативність на рівні 0,44 гола за гру першості.
З початку 2019 року захищав кольори клубу «Дукла» (Прага). Граючи у складі празької «Дукли» також здебільшого виходив на поле в основному складі команди.
Згодом грав за аматорські команди «Уєзд-над-Леси» та «Пржеперже», а з 2022 року став граючим тренером клубу «Слован ІІ» (Ліберець).

## Виступи за збірну
2011 року дебютував у складі юнацької збірної Чехії (U-19), з якою у липні брав участь у юнацькому чемпіонаті Європи 2011 року, де забив один гол Румунії і допоміг команді дійти до фіналу, де команда Хадащока зазнала поразки від Іспанії 2:3 після додаткового часу. Загалом на юнацькому рівні взяв участь у 6 іграх, відзначившись одним забитим голом. Згодом грав за збірні Чехії U20 та U21.

## Титули і досягнення
- Чемпіон Чехії (1):

«Слован»: 2011/12
- Володар Кубка Чехії (1):

«Слован»: 2014/15